# Башкирия (национальный парк)
Национальный парк «Башкирия» образован 11 сентября 1986 года на территории Республики Башкортостан. Площадь — 920 км².

## География
Национальный парк расположен на юго-западных склонах Южного Урала, к западу от водораздельного хребта Уралтау, в юго-восточной части Башкортостана, на территории трёх административных районов: Мелеузовского, Кугарчинского, Бурзянского. В границах парка находится 15 населённых пунктов, в которых проживает около 3,8 тысячи человек.
Общая площадь парка — 92,0 тыс. га, в том числе 83,2 тыс. га (90,4 % общей площади) предоставлены национальному парку, 8,8 тыс. га земель других собственников, владельцев и пользователей вошли в состав национального парка без изъятия из хозяйственного использования. Лесные земли составляют 79,2 тыс. га (95,0 % территории, предоставленной парку), в том числе покрытая лесом площадь — 76,5 тыс. га (91,8 %). Нелесные земли занимают 4,1 тыс. га (5,0 %), в том числе: пашни, сенокосы и пастбища — 1,2 тыс. га (1,4 %), дороги и просеки — 0,2 тыс. га (0,2 %), воды и болота занимают незначительную площадь — 50 га (менее 0,1 %).

## Фауна
Хищные млекопитающие представлены бурым медведем, волком, лисицей, рысью, барсуком, лесной куницей, горностаем, лаской, лесным хорем, европейской норкой, выдрой; зайцеобразные — зайцами беляком и русаком; крупные и средней величины грызуны — летягой, белкой, бурундуком, ондатрой, водяной полевкой, большим сусликом, садовой соней, серым хомяком, большим тушканчиком; копытные — лосем и косулей.
В национальном парке «Башкирия» выявлено 231 вид птиц. Из этого разнообразия 148 видов зарегистрировано на гнездовании.
В водоемах парка выявлено 32 вида рыб. В реках и в водохранилище обитают щука, обыкновенный таймень, европейский хариус, судак и многие другие виды рыб. В горных реках встречается ручьевая форель.

## Флора
Растительность национального парка «Башкирия» представлена в основном широколиственными и мелколиственно-широколиственными лесами. Кроме этого, небольшими пятнами встречаются сосновые и сосново-берёзовые леса.
Предварительный список видов растений включает 765 сосудистых растений. Выявлено 40 редких и исчезающих видов, включенных в «Красную книгу Республики Башкортостан», 12 из них занесены в Красную книгу России.

## Туризм
Ежегодно территорию парка посещает около 30 тыс. человек. Наиболее привлекательные места: реки Белая и Нугуш, Кутукское урочище, Нугушское водохранилище. В урочище Кутук проложен туристический маршрут для спелеологов. Маршрут состоит из около 36 карстовых пещер, карстовый туннель, мост, различного размера воронки, колодцы, родники. На территории парка находятся три памятника природы: Куперлинский карстовый мост (остатки обвалившейся карстовой пещеры), урочище Сумган-Кутук (спелеологический музей-лаборатория с исчезающими речками) и «Медвежья поляна». Ко всем памятникам природы проложены пешие и конные маршруты.
- Медвежонок
- Сосна на смотровой площадке Куперля
- Водопад Куперля